# Heffalump – Ein neuer Freund für Winnie Puuh
Heffalump – Ein neuer Freund für Winnie Puuh ist ein Zeichentrickfilm aus den  Walt-Disney-Studios. Der Film basiert auf Figuren, die von Alan Alexander Milne für den Roman Pu der Bär erfunden wurden.

## Inhalt
Winnie Puuh, Ruh, Tigger, Rabbit und Ferkel sind wieder auf Abenteuerreise. Wie üblich soll den kleinen Zuschauern etwas beigebracht werden. Diesmal ist es Toleranz. Nach den Soloabenteuern von Ferkel und Tigger dreht sich jetzt alles um die Heffalumps. Bei dieser sagenumwobenen Spezies scheint es sich um schreckliche Ungeheuer zu handeln, schenkt man den Mythen um sie Glauben. Ruh setzt sich in den Kopf, eines dieser Monster zu fangen. Am nächsten Tag soll es losgehen, doch Känga, Ruhs Mutter, hält wenig von der Idee, ihr Kind über die Grenzen des Hundertmorgenwaldes schreiten zu lassen. Doch Ruh macht sich selbstständig und wird im Wald schnell fündig.
Ein kleines Heffalump-Baby, genannt Lumpy (dessen vollständiger Name Heffrich Trampler Trompeter Heffalump, IV. lautet), stellt sich nach anfänglichem Schrecken als völlig harmlos und verspielt heraus. Als Ruh es seinen Freunden vorstellen will, erinnert Lumpy an die furchtbaren Ungeheuer, die da im Hundertmorgenwald leben würden. Diese Befürchtungen sind natürlich unbegründet, wie dem Heffalump im Laufe des Films klar wird.

## Kritik
Für den film-dienst ist es ein Film „… der an dem Versuch scheitert, das Figureninventar der Literaturvorlage zu erweitern. Das Ergebnis ist langweilige und regressive Unterhaltung mit einer Reihe von misslungenen Songs, die den Charme der Vorlage verspielen.“

## Sonstiges
- Heffalump wurde als Direct-to-DVD-Produktion begonnen, dann aber auf Kinoformat erweitert.
- Der Hauptsprecher für die Rolle des Heffalump war im Original der fünfjährige Kyle Stanger, der unter 900 Bewerbern in Amerika und England ausgewählt wurde.
- Die Sängerin des Titelsongs, Carly Simon, erfand den ganzen Namen für das Heffalump.
- Heffalump gibt es auch als Original-Hörspiel zum Film, zudem ist eine Musik-CD erschienen: Winnie Puuhs Lieblingslieder und -Songs aus dem Heffalump-Film.
- Ein weiterer Heffalump-Film erschien in Deutschland im Herbst 2005 auf DVD: Gruselspaß mit Heffalump. Darin feiert er zum ersten Mal mit seinen neuen Freunden Halloween.